# János Arany
János Arany (Nagyszalonta, 2. travnja 1817. – Budapest, 22. listopada 1882.)  bio je mađarski pjesnik, prevodioc, kritičar, povjesničar književnosti, član i glavni tajnik Mađarske akademije znanosti i umjetnosti.

## Život
János Arany je najznačajniji pisac mađarske epike u stihu, idealističnog realizma i narodnog realizma inspiriranog Petőfijem. Djetinjstvo je proveo u siromaštvu i upoznaje se s usmenim hajdučkim predajama, narodnim pričama, legendama i poslovicama. Školovao se u Debrecenu i većinu života borio sa siromaštvom. Kratko vrijeme bio je putujući glumac, a koketirao je si idejama da postane slikar ili kipar.
U manjem dijelu je sudjelovao u revoluciji. Bio je suradnik političkog tjednika Nép Barátja, pisao je revolucionarnu liriku i vojničku poeziju.
Za vrijeme Bachovog apsolutizma doživljava pjesničku krizu, radi u ruralnom mjestu kao tutor i profesor u gimnaziji. U tom periodu je, kao i ostali pjesnici tog razdoblja, idealizirao revoluciju iz 1848. Počinje pisati lirsku epiku.
1865. do 1877. godine tajnik je Mađarske Akademije znanosti i umjetnosti. 

#### Prijateljstvo s Petőfijem
Prijateljstvo sa Sándorom Petőfijem je za Jánosa Aranya bilo vrlo značajno. U Jánosu Aranyu probudilo je vedrinu, optimizam i pjesnički entuzijazam. Slagali su se oko uzdizanja naroda u jedinstvenu naciju i zahtjevima za prerastanje narodnjačke poezije u nacionalnu poeziju. János Arany do smrti spominje svojeg velikog prijatelja.

## Djela
Bio je svestran i obrazovan autor. Poznavao je ljudsku psihu i u djelima je kreirao bogat unutarnji život svojih junaka. Česti su osjećajni konflikti, visoki moralni zahtjevi i samosvijest. U djelima se bavi teorijskim pitanjima estetike i književne teorije.
Njegova djela zauzimaju značajno mjesto u razvoju mađarske književnosti jer je u doba stvaranja nacionalne države pridonio stvaranju nacionalne književnosti. Težio je sintezi narodne književnosti i visokih umjetničkih vrijednosti.
U svojim epskim djelima oslanja se na staru, naivnu epsku tradiciju kao da želi povezati epiku njenim počecima u srednjem vijeku. Tako oživljava predaje, legende, anegdote koje ispunjava suvremenim shvaćanjem čovjeka. 
Njegov bogati pjesnički jezik upotpunjuje vokabular starog mađarskog jezika i regionalizmi.
Prvo veliko djelo napisao je 1845. Izgubljeni ustav je satiričan ep u heksametrima koji je bio zamišljen kao improvizacija koja nije bila namijenjena javnosti. Radnja se sastoji od niza političkih peripetija tipičnog zaostalog plemića Bende Raka i prikaz lokalnog političkog života. Djelo je kritika ne samo klasa i društva nego i parodija tradicionalnog epskog stvaralaštva. 
Druga bitna epska djela su: A nagyidai cigányok iz 1851. i Bolond Istók iz 1850. godine.

#### Toldi trilogija
Lokalna tradicija Salonte vezana je za lik Miklósa Toldija te je Arany 1846. odlučio je napisati epsko djelo o junaku srednjovjekovne predaje, Toldi. Glavni izvor ovog djela bio je Az híres nevezetes Toldi Miklósnak jeles cselekedeteiről és bajnokosodásáról való história Pétera Ilosvai Selymesa. 
Glavni likovi su Toldi braća mlađi Miklós i stariji György koji žive na dvoru kralja Ludovika I. Anžuvinca. Miklós dolazi na dvor nakon što na provinciji počini ubojstvo i dobije pomilovanje zbog viteštva. 
Miklós je junak jer je hrabar običan čovjek koji se odupire represiji dok je György dvorski parazit. U fabuli se vidi obrazac narodnih priča: stariji sin tlači mlađeg. Duhovni svijet glavnog junaka je naivan i jednostavan, čist i prirodan. Njegovi osjećaji izviru izravno i iskreno, a međuljudskim odnosima dominiraju ljubav i vjernost. Na taj način Arany uzdiže narodni život u visoku umjetnost. Piše u duhu narodnog realizma, kreira savršenu kompoziciju i stvara velike motive. Motivacija glavnog lika je vrlo detaljno razrađena i točno obrazložena. U djelu veliča životni stil i moć naroda. Ideal lijepoga se ostvaruje u jednostavnosti, prirodnosti i plastičnoj jasnoći. Versifikacija (simetrični dvanaesterac) se oslanja na tradiciju i Petőfijevo stvaralaštvo.
Drugi dio trilogije Toldijevu ljubav Arany je napisao zadnju pod stare dane, 1879.
1847. započinje pisati Toldijevu večer, no objavljuje tek 1854. Toldijeva večer je treći dio trilogije i inspiriran je starošću Miklósa Toldija. Stari Toldi se zavadio s dvorom Ludovika I. Anžuvinca i povukao u provinciju. Zadnji put se vraća u Budim da pobjedi u bitci protiv talijanskog viteza i u konačnici se ponovno vraća na provinciju gdje umire.
Motiv u djelu je zapravo suvremeni konflikt, Toldi je još uvijek revolucionarno orijentiran i brine za narod, no činjenica je da ga je vrijeme pregazilo. Atmosferu sačinjavaju prolaznost i starost koje Arany balansira od sumornosti do komike.

#### Budina smrt
Djelo Budina smrt iz 1863. je bilo zamišljeno kao prvi dio trilogije, no ipak je ostalo samostalno djelo. Glavni motiv je sukob dvojice braće, a glavni likovi su dva brata Buda i Etele koji se međusobno bore za vlast. Etele predstavlja junaka koji se poistovjećuje s narodom, dok Buda predstavlja raspojasanog starca iz čijih ruku izmiče moć, a njim postepeno ovladava ljubomorna strast. U prvom planu se razvijaju događaji, ako u narodnoj epici, no motivacija dolazi iz psihe likova, ne kronološki. Jezik djela je kombinacija suprotnih elemenata: narodna jednostavnost i plastičnom, moderna analitičnost, suvremena živost i arhaično shvaćanje. 

#### Balade
Balade je počeo pisati prije 1849. i želi raskinuti s romantizmom i vratiti tu književnu vrstu narodu. U početku uzor su mu mađarske balade, a kasnije škotske balade od kojih je brojne i preveo. Dramsko obilježje balada daje mu mogućnost da piše o društveno povijesnim konfliktima, a ton pjesnikovu subjektivnost. Balade su postale reprezentativna umjetnička vrsta mađarske epske poezije. Balade su mu omogućile da govori o stanju u suvremenom društvu kroz povijesne i tradicionalne teme. Razvio je opise psiholoških stanja i savjesti narodnih heroja koji tako postaju složene ličnosti.
Stvarne povijesne ličnosti nadovezuju se na junake iz bajki, radnja se razvija u naivno dražesnim scenama, motivacija je konkretna i prihvatljiva prosječnom čitatelju. 
Pod stare dane mijenja stil pisanja balada. Piše o približavanju kraja i umiruje osjećaje. Odricanje, smirenost, humor i blaga samoironija prevladavaju pored boli i moralne samosvijesti velike ličnosti. Slike su jednostavne, kao i duhovni sadržaj. Pretenzije su skrivene skromnošću.

## Značaj
Kao značajan autor mađarske književnosti ostavio je traga na kasnije generacije. Često su u ime plitkih estetskih principa uzetih navodno iz njegovog djela, napadali nove književne pravce. 
Pjesnici književnog časopisa Nyugat prišli su mu s mnogo subjektivizma i isticali osjećajnost njegove ličnosti i unutrašnje konflikte, ne shvaćajući epiku.